# Základní škola

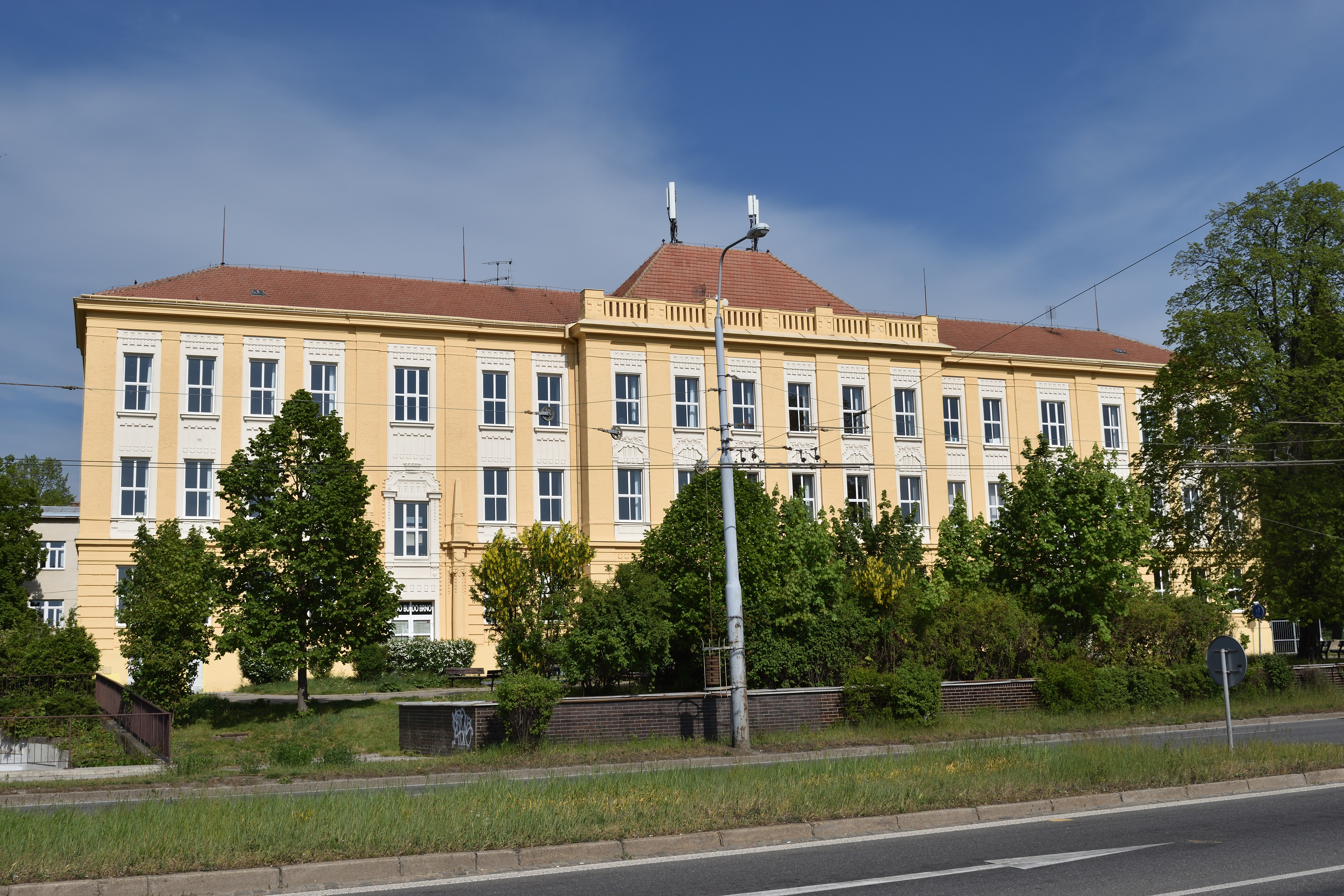
Základní škola - Brno

Základní škola je všeobecně vzdělávací škola primárního vzdělávání, která odpovídá 1. a 2. stupni v mezinárodní klasifikaci ISCED. Žáci obvykle zahajují povinnou školní docházku nástupem do 1. třídy základní školy ve věku 6 let. Ve všech vyspělých a ve většině rozvojových zemí je docházka do základní školy povinná, ale různě dlouhá. V některých zemích existuje možnost povolení individuálního domácího vzdělávání na žádost rodičů. Obecným cílem základní školy je poskytovat žákům takové základy všeobecného vzdělání, které je připraví pro vstup do různých typů sekundárního vzdělávání, ale učí se také konfrontovat s vrstevníky a naučit se řešit problémy. V některých zemích jsou stupně ISCED 2 a 3 (tj. 2. stupeň ZŠ a střední škola) sloučeny v jedné škole včetně počítání ročníků, např. Gymnasium v Německu, víceleté gymnázium v Česku, většina středních škol v USA apod. Obdobný systém fungoval také v Československu do roku 1948. V Česku i v dalších zemích bývají stupně ISCED 1 a 2 spojené organizačně i budovou (a počítáním ročníků).

## Srovnání stupňů základních škol v jiných státech
| Stát           | ISCED 1           | ISCED 2                                                    |
| -------------- | ----------------- | ---------------------------------------------------------- |
| Česko          | 1. stupeň ZŠ      | 2. stupeň ZŠ                                               |
| Německo        | Grundschule       | Realschule, Gesamtschule                                   |
| Rakousko       | Volksschule       | AHS (Gymnasium) Unterstufe, Neue Mittelschule, Hauptschule |
| Itálie         | Scuola primaria   | Scuola secondaria di l grado                               |
| Nizozemsko     | Basisschool       | VMBO                                                       |
| Francie        | École primaire    | Collége                                                    |
| Velká Británie | Primary School    | Secondary School                                           |
| USA            | Elementary School | Junior High School, Middle School                          |

Zatímco v Česku a Slovensku je výraz základní škola (základná škola) užíván pro školy poskytující primární vzdělávání a první část sekundárního vzdělávání, nemá doslovný překlad do některých jazyků stejný význam. Německé Grundschule (základní škola), odpovídá našemu primárnímu vzdělávání.  

## Historie základního vzdělání
Základní vzdělávání probíhalo již ve starověkém Řecku a Římě. Bylo typické, že do sedmi let matky vzdělávaly své syny doma a ti poté nastoupili do formálního vzdělávání, které se v různých časech a oblastech lišilo. Například ve Spartě se do 12 let chlapci učili bojovým dovednostem, ale také čtení, psaní a aritmetice. V Aténách zase kladli důraz na porozumění základům polis, čtení, psaní, aritmetiky, vyučována byla i hudba a gymnastika s atletikou. Dívky jakékoliv vzdělávání dostávaly pouze doma. Základní škola byla v Římě nazývána ludus. Kolem roku 90 našeho letopočtu napsal Marcus Fabius Quintilianus dílo Institutio oratoria, které pojednává o základech rétoriky a výchově řečníků, v díle rozlišil učení a výuku a položil základ základního vyučování (v díle zmiňuje, že by se dítě mělo od 7 do 14 let naučit smyslovým zkušenostem, naučit tvořit myšlenky, rozvíjet jazyk a paměť). Také zmiňuje, že fyzické trestání žáků neslouží jako jejich motivace k učení, a doporučil, že by se žáci měli motivovat pomocí zajímavé výuky.
S ústupem římského vlivu se začaly zřizovat velké školy při katedrálách, které poskytovaly vzdělání hlavně v náboženských oblastech. V roce 853 Římská rada stanovila povinnost zajišťovat základní vzdělání každé farnosti. Základním vzděláním byla míněna výuka čtení a psaní latiny a osvojení náboženských rituálů. Církev měla na vzdělávání monopol, ale neměla povinnost ho poskytovat každému dítěti. Kolem 9. století se vyvinul výukový materiál, který byl založen na opakování a pamatování si frází, otázek a odpovědí bez nutnosti pochopení. Postupně došlo k rozdělení na farní, církevní, klášterní a katedrální školy, především podle velikosti církve v dané oblasti. Se vstupem dívek do škol došlo k dalšímu rozdělení a zřízení klášterů, ve kterých byly vyučovány pouze dívky od 8 let, a to především latinské gramatice, náboženské nauce, tkaní atd…
Dalším postupem času se základní vzdělávání moc nezměnilo, vliv na něj neměl ani humanismus, který přinesl velkou změnu do sekundárního vzdělání. V průběhu renesance se chlapci učili od 5 let latinské gramatice, a to pomocí stejných knih jako děti v době římské. Děti ze zámožných rodin mohly být vyučovány soukromými učiteli. Ve 13. století vznikly předchůdci dnešních gymnázií, došlo k zavedení podpory pro výuku gramatiky. V tomto období se začala rozvíjet například v Anglii i vzdělávací politika, a to poskytnutím dotací i průběžným financováním.
Přestože gymnázia byla zřízena pro poskytování základního vzdělání, vyžadovala, aby jejich žáci již měli určité dovednosti a znalosti. Očekávalo se, že budou schopni číst a psát v lidovém jazyce. Bylo proto potřeba zajistit základní vzdělání před gymnáziem.
Na území Česka je pro základní školy důležitá vláda Marie Terezie za Rakouska-Uherska, kdy byla v roce 1774 jejími reformami zavedena povinná školní docházka pro děti od 6 do 12 let s výjimkou letních měsíců (kdy pracovaly v hospodářství). Školy byly podle tereziánské reformy rozděleny na systém tří škol: triviální, hlavní a normální školy s rozšířenou osnovou, v rámci kterých běžely tzv. preparandy pro přípravu učitelů. Více o historii základních škol v Česku je uvedeno v článku Základní školy v Česku.

## Začlenění do vzdělávacího systému
Základnímu vzdělávání často předchází předškolní zařízení (dětské jesle pro děti od 6 měsíců do 3 let a mateřská škola do 6 let), někdy navzájem splývajících. Předškolní docházka není zpravidla považována za vzdělávání, byť je v některých zemích často provozována školami, zpravidla jako předstupeň školní docházky.
V České republice od roku 2017 musí všechny děti příslušného věku nastoupit k povinnému jednomu roku předškolního vzdělávání, které předchází nástupu do 1. třídy základní školy a je hrazeno státem. Tento rok však může být plněn individuálním vzděláváním (např. domácím).
Na základní vzdělání (primární vzdělávání), navazuje sekundární vzdělávání a poté terciární vzdělávání.